# 나카무라 사키
나카무라 사키(일본어: 中村 沙樹, 1992년 8월 1일 ~ )는 일본의 여자 축구 선수이다.

## 구단 경력
나데시코 리그의 에히메 FC에서 활동했다.

## 국가대표팀 경력
그녀는 2008년 FIFA U-17 여자 월드컵에 참가할 일본 U-17 국가대표팀에 발탁되었으며, 2경기에 출전했다.